# Доктор Ноу
«Доктор Ноу» (англ. Dr. No) — британский шпионский фильм 1962 года, снятый на Ямайке и в Англии с участием таких звёзд, как Шон Коннери, Урсула Андресс, Джозеф Уайзмэн и Джек Лорд. Это первый фильм в киносерии о британском суперагенте Джеймсе Бонде, он был снят по одноимённому роману Яна Флеминга. Авторами сценария на основе романа были Ричард Мэйбаум, Джоанна Харвуд и Беркли Мазер, режиссёром стал Теренс Янг. Производством фильма занимались Гарри Зальцман и Альберт Р. Брокколи, которые работали вместе до 1975 года
По сюжету фильма Джеймс Бонд отправляется на Ямайку, принадлежащую Великобритании, чтобы расследовать исчезновение одного из британских агентов, и попадает на подземную базу доктора Джулиуса Ноу, пытающегося сорвать американскую программу запуска ракет-носителей с помощью радиомаяка. «Доктор Ноу» не является хронологически первым романом из романов Флеминга, поскольку таким является «Казино „Рояль“», однако в самом фильме есть отсылки на несколько предыдущих романов Флеминга. В фильме появляется организация СПЕКТР, против которой Бонд борется в последующих шести фильмах.
Бюджет фильма был относительно небольшим, картина получила неоднозначную реакцию от критиков, но сам «Доктор Ноу» стал финансовым успехом и одним из самых популярных фильмов «бондианы», положив начало серии из 25 фильмов, а также основав жанр фильма о секретных агентах. В рамках продвижения были выпущены одноимённая серия комиксов и альбом с песнями из фильма, при этом «Доктор Ноу» — единственный фильм «бондианы», у которого нет заглавной песни. В фильме была заложена типичная для «бондианы» последовательность вступительных кадров — заставка, в ходе которой Джеймс Бонд стреляет в дуло пистолета, и стилизованные титры съёмочной группы и актёров (в работе участвовал Морис Биндер) — и музыкальная тема. Визуальный стиль фильма, ставший визитной карточкой всей «бондианы», разработал Кен Адам.

## Сюжет
Начальник отделения британской разведки MI6 на Ямайке Джон Стрэнгвейз и его секретарь-радистка гибнут в результате нападения бандитов, которые похищают несколько документов с пометками «Краб Ки» и «Доктор Ноу». Руководитель MI6, M, не знает о судьбе Стрэнгвейза, который не вышел на связь, и вызывает к себе агента Джеймса Бонда с кодовым номером 007, поручая ему расследование исчезновения Стрэнгвейза. Последний занимался изучением причин падения космических ракет, запускавшихся с мыса Канаверал: некто вмешивался в радиоэфир и заглушал сигналы, приводя к падению ракет в самых разных точках планеты. В работе Бонду должно помогать ЦРУ в лице агента Феликса Лейтера.
По прибытии в Кингстон Бонда забирает шофёр, который должен доставить его во Дворец генерал-губернатора, однако Бонд достаточно быстро догадывается, что водитель — шпион лиц, причастных к исчезновению Стрэнгвейза и пытающихся помешать расследованию. Отрываясь от преследующей машины, Бонд дерётся с водителем и пытается выведать у него, на кого тот работает, но водитель раскусывает ампулу с цианидом и умирает. В доме Стрэнгвейза Бонд находит фотографию рыбака по имени Куоррел, который и преследовал его. В баре после небольшой потасовки Бонд встречает Лейтера, с которым сотрудничали Куоррел и его друг Пусс Фелер, бармен. ЦРУ обнаружило, что глушение сигналов, подаваемых ракетам, осуществлялось где-то в районе Ямайки, но не смогло найти источник. Под подозрение попадает остров Краб Ки, куда запрещён доступ всем посторонним и которым владеет некий китаец, известный как доктор Ноу — те, кто пытались пробраться туда, почти всегда бесследно исчезали.
Куоррел помогал Стренгвэйзу изучать пробы пород с острова, поскольку последний увлекался геологией. Бонд находит справку, выданную профессором Дентом на имя Стрэнгвейза и связанную с камнями: профессор объясняет, что проверял предложенные Стрэнгвейзом пробы на наличие радиации и ничего не обнаружил. При этом Дент тайно работает на доктора Но, который дал поручение Денту прикончить Бонда. Однако попытки профессора расправиться с агентом терпят неудачу — Бонд успевает раздавить засланного Дентом паука, затем провести ночь с секретаршей профессора по имени мисс Таро, выманить Дента на встречу и прикончить последнего. С помощью счётчика Гейгера Бонд обнаруживает следы радиации в лодке Куоррела, где он перевозил камни, что подтверждает догадку о двойной игре Дента. Бонд уговаривает Куоррела отправиться на Краб-Ки, несмотря на все риски.
На острове Бонд встречает красивую девушку по имени Ханни Райдер, зарабатывающую себе на жизнь продажей ракушек. Неожиданно все трое обнаруживают катер с охраной острова, которая преследует всех троих и обстреливает. В болотах Бонд избегает поимки, уничтожая одного из нападавших, но выбраться компания не может. Ханни и Куоррел говорят о некоем «драконе», которым оказывается бронетранспортёр с огнемётом. В результате столкновения с его экипажем погибает Куоррел, сгорающий заживо, а Бонда и Райдер арестовывают и отправляют в логово доктора Ноу, где сначала «очищают от радиации», а затем проводят в «номер», где оба позже засыпают, приняв кофе со снотворным.
Спустя некоторое время их провожают на ужин к доктору Ноу — сыну немецкого миссионера и знатной китаянки, который ранее был членом китайской преступной группировки «Тонг» из Гонконга и сбежал с 10 миллионами долларов. На эти деньги он построил остров: инфраструктура доходит до самого дна. Однако из-за радиации Ноу потерял кисти рук и стал носить металлические протезы. Он создал собственную международную террористическую организацию СПЕКТР: он предлагал ранее свои услуги и США, и странам «Востока», но его предложения остались без ответа. Ноу установил мощный радиоизлучатель, который воздействует на ракеты, стартующие с мыса Канаверал, и изменяет их траектории. Он собирается это сделать снова, чтобы подорвать американский космический проект «Меркурий». Его попытка завербовать Бонда в свои ряды оканчивается ничем, и Ханни и Джеймса бросают в тюрьму.
Джеймс выбирается из камеры по системе вентиляции, а затем переодевается в работника базы и проникает в центр управления, где находится ядерный реактор. Бонд видит, что Ноу собирается сорвать ещё один запуск, и за секунды до старта ракеты перегружает реактор, срывая план доктора Ноу. Завязывается драка, в ходе которой Ноу гибнет в бассейне с водой, где охлаждаются стержни. На базе начинается паника, и Бонд бежит спасать Ханни, выбираясь с ней наружу и прыгая в лодку. Гремит взрыв, и все установки на острове разрушаются. В конце Ханни и Джеймса подбирает Лейтер, прибывший на корабле британских ВМС — на лодке закончились запасы горючего, и её приходится буксировать. Джеймс и Ханни же предаются куда более приятному занятию, проводя время в компании друг друга.

## В ролях
| Актёр                                                                | Роль                                                               |
| -------------------------------------------------------------------- | ------------------------------------------------------------------ |
| Шон Коннери                                                          | Джеймс Бонд                                                        |
| Урсула Андресс (озвучивает Никки Ван Дер Зиль, поёт Дайана Коуплэнд) | Ханни Райдер                                                       |
| Джозеф Уайзмен                                                       | Доктор Джулиус Ноу                                                 |
| Джек Лорд                                                            | Феликс Лейтер                                                      |
| Энтони Доусон                                                        | профессор Дент                                                     |
| Джон Кицмиллер                                                       | Куоррел                                                            |
| Бернард Ли                                                           | M                                                                  |
| Лоис Максвелл                                                        | Мисс Манипенни (единственная актриса, озвучившая своего персонажа) |
| Зина Маршалл (озвучивает Дайана Коуплэнд)                            | Мисс Таро (секретарша губернатора Ямайки)                          |
| Юнис Гэйсон (озвучивает Дайана Коуплэнд)                             | Сильвия Тренч (романтическое знакомство Джеймса Бонда)             |
| Питер Бертон                                                         | Майор Бутройт                                                      |
| Тимоти Моксон (озвучивает Роберт Ритти)                              | Джон Стрэнгвейз (в титрах не указан)                               |
| Боб Симмонс                                                          | Джеймс Бонд (в сцене под дулом, в титрах не указан)                |
| Мишель Мок                                                           | сестра Роза                                                        |
| Ивонн Сима                                                           | сестра Лили                                                        |
| Маргарет ЛеВарс                                                      | фотограф                                                           |
| Маргарет Эллери                                                      | стюардесса (в титрах не указана)                                   |
| Беттина Ле Бо                                                        | секретарь профессора Дента (в титрах не указана)                   |
| Вильям Фостер-Дэвис                                                  | суперинтендент                                                     |
| Регги Картер                                                         | Джонс                                                              |
| Луис Блэйзер                                                         | Плейдел Смит                                                       |
| Колонел Бертон                                                       | генерал Поттер                                                     |
| Энтони Чинн                                                          | деконтаминационный техник (в титрах не указан)                     |
| Джон Хаттон                                                          | радиооператор (в титрах не указан)                                 |
| Стэнли Морган                                                        | консьерж в казино (в титрах не указан)                             |

## Гонорары
- Шон Коннери — 17 000 $ (7000 фунтов стерлингов) + % от сборов. Итого общий гонорар составляет 125 000 $[4].
- Урсула Андресс — 10 000 $.

## Производство

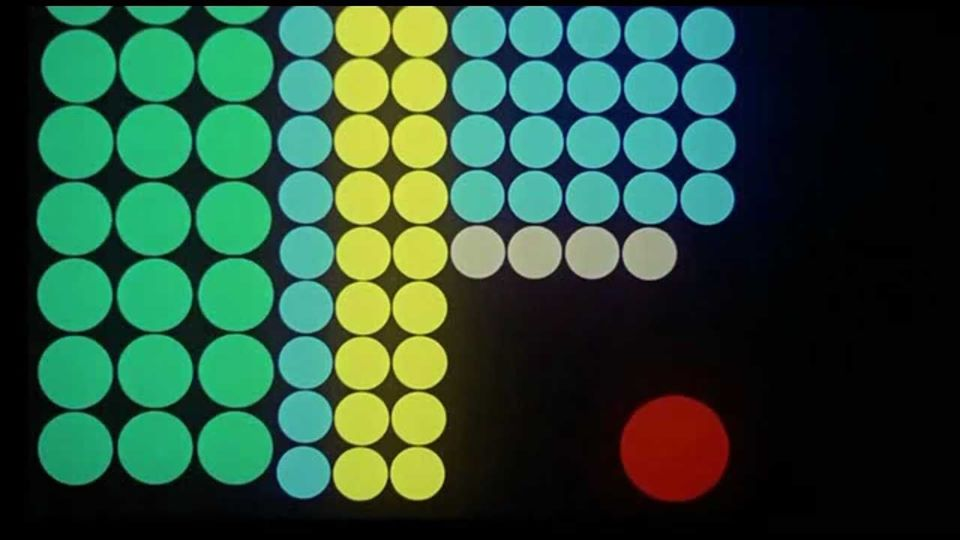
Кадр из заставки фильма

Гарри Зальцман, который приобрёл права на экранизацию романа, изначально не собирался связывать свою работу с этим проектом, а Альберт Брокколи хотел выкупить эти права, хотя сам Зальцман не собирался их уступать. В итоге оба договорились как партнёры работать вместе над этим фильмом и последующими. От экранизации отказались многие студии Голливуда, называя фильмы по романам Флеминга либо «чересчур британскими», либо «откровенно сексуальными». Первой, кто согласился снять фильм, стала компания United Artists, предложившая выпустить фильм в 1962 году. Зальцман и Брокколи создали компании Danjaq, которая владела правами на фильмы, и Eon Productions, которая занималась собственно съёмками. До 1975 года оба работали в согласии, пока во время съёмок фильма «Человек с золотым пистолетом» не произошёл раскол: Зальцман продал свою долю в Danjaq компании United Artists. Первым экранизированным в «бондиане» романом должен был стать роман «Шаровая молния», однако автор сценария Кевин Макклори и Иан Флеминг всё ещё судились по поводу авторских прав. В итоге Брокколи и Зальцман остановились на романе «Доктор Но». По совпадению, в момент написания романа у американцев были действительно проблемы с запуском ракет на мысе Канаверал.
На должность режиссёра просматривались Гай Грин, Гай Хэмилтон, Вэл Гест и Кен Хьюз, однако выбор пал на Теренса Янга, который работал режиссёром компании Warwick Films у Брокколи и который, по мнению Брокколи и Зальцмана, мог перенести образ героя романа на экран. Янг заложил основы для будущих фильмов «бондианы» в виде предпочтений героя, но решил добавить побольше юмора, опасаясь, что если не смягчить насилие и секс в фильме, то он вообще не выйдет на экраны, а забавные поступки героев как раз помогут завоевать зрителя.
United Artist выделила сначала всего 1 миллион долларов США, а её британский филиал добавит ещё 100 тысяч долларов для съёмок сцены взрыва базы доктора Ноу. Из-за нехватки средств был нанят всего один инженер звукозаписи вместо двух, которые отвечают и за спецэффекты, и за диалоги. Вследствие этого в качестве реквизита использовались дешёвые вещи: так в офисе M картины были изображены на картоне, а дверь была покрыта пластиком с кожаным оттенком; на комнату, где встречались Дент и Но, потратили всего 745 фунтов стерлингов, а аквариум на базе доктора Но представлял всего лишь увеличенный в размерах экран с изображением рыб. Художник Сид Кейн возмутился тем, что его не указали в титрах, и Брокколи вынужден был в качестве компенсации дать ему золотую ручку, сказав, что тратиться на переделку титров не хочет. В 2005 году Кен Адам в интервью The Guardian сказал:

Бюджет всей картины «Доктор Ноу» был менее миллиона долларов. Мой бюджет был 14 500 фунтов стерлингов. Я работал над тремя сценами на Pinewood, пока шли съёмки на Ямайке. Аквариум в доме Доктора Ноу был ненастоящий. Из-за того что, честно говоря, денег катастрофически не хватало. Мы решили использовать экран обратной проекции демонстрируя и приобрести какие-нибудь стоковые кадры с рыбами. Однако мы не учли того, что наш  бюджет позволял приобрести лишь кадры с мелкими аквариумными золотыми рыбками, так что мы просто увеличили их размер и добавили в диалог Бонда рассуждения о преувеличении. Я не видел причины, почему Доктор Ноу не имел бы хорошего вкуса, поэтому мы смешали современную и антикварную мебель. Мы решили, что он вполне мог бы иметь и украденные произведения искусства, поэтому использовали «Портрет герцога Уэллингтона» Гойи, который на тот момент был в розыске. Я получил слайд из Национальной галереи в пятницу, при том, что у нас в понедельник начинались съёмки, и нарисовал репродукцию за выходные. Копия получилась настолько хорошей, что её использовали для рекламных целей, но, как и подлинник, её похитили когда она выставлялась.
Оригинальный текст (англ.)The budget for Dr No was under $1m for the whole picture. My budget was £14,500. I filled three stages at Pinewood full of sets while they were filming in Jamaica. It wasn't a real aquarium in Dr No's apartment. It was a disaster to tell you the truth because we had so little money. We decided to use a rear projection screen and get some stock footage of fish. What we didn't realise was because we didn't have much money the only stock footage they could buy was of goldfish-sized fish, so we had to blow up the size and put a line in the dialogue with Bond talking about the magnification. I didn't see any reason why Dr No shouldn't have good taste so we mixed contemporary furniture and antiques. We thought it would be fun for him to have some stolen art so we used Goya's Portrait of the Duke of Wellington, which was still missing at the time. I got hold of a slide from the National Gallery - this was on the Friday, shooting began on the Monday - and I painted a Goya over the weekend. It was pretty good so they used it for publicity purposes but, just like the real one, it got stolen while it was on display.

### Сценарий
Брокколи выбрал изначально в качестве сценаристов Ричарда Мэйбаума и его друга Вольфа Манковица, а последний участвовал в заключении сделки между Брокколи и Зальцманом. Первоначальный вариант сценария, в котором Доктор Но как злодей был обезьяной, отвергли, и Мэйбаум переписал сценарий ближе к оригиналу романа. Фамилия Манковица была вычеркнута из титров после просмотра первых кадров с фильмом, поскольку сценарист был убеждён, что фильм будет провальным. К работе подключились Джоанна Харвуд и Беркли Мазер, переработавшие черновики Мэйбаума: со слов Янга, Харвуд как «доктор сценариев» сделала британских персонажей более реалистичными. В интервью Cinema Retro Харвуд сказала, что работала над сценариями ещё нескольких проектов Зальцмана, в том числе и над фильмом «Из России с любовью», и что сценарии первых двух фильмов были близки к оригиналам романов.
За 50 лет съёмок очень мало фильмов соответствовали книгам, по которым снимались. «Доктор Ноу» во многом соответствовал оригиналу и его сюжету, но в самом сценарии есть опущения. Так, в фильме не показана борьба Бонда против гигантского спрута и побег с острова Доктора Но на броневике-«драконе». В фильме были представлены эпизоды, немного отличающиеся от романа: так, в книге Доктор Ноу хотел прикончить Бонда не с помощью тарантула, а сколопендры; комплекс в книге замаскирован как шахта по добыче бокситов, а не залежей гуано; в романе Доктор Ноу собирался срывать запуск ракет над островами Тёркс; самого злодея в книге хоронят под слоем гуано, а не топят в реакторе; наконец, только в фильмах присутствовала организация СПЕКТР. Также был снят ряд эпизодов, которых в романе не было: это игра Бонда в казино, его фирменное представление «Бонд. Джеймс Бонд» для Сильвии Тренч, драка с шофёром, стычка с Куоррелом перед встречей с Лайтером, соблазнение мисс Таро и расправа Бонда над профессором Дентом.
Некоторые экранизированные фрагменты романа добавляли абсурд в сам ход развития событий, например, побег Джеймса Бонда через вентиляционную шахту изначально Доктор Ноу задумывал с целью просто испытать силу и выносливости Джеймса Бонда, но в самом фильме об этом нет ни слова, а эта полоса препятствий лишь становится для Бонда путём к свободе. Не имеют никакого логического объяснения поток воды и обжигающая поверхность в вентиляционной шахте, что позже стало типичным поворотом событий в фильмах о Бонде.

### Кастинг

#### Джеймс Бонд

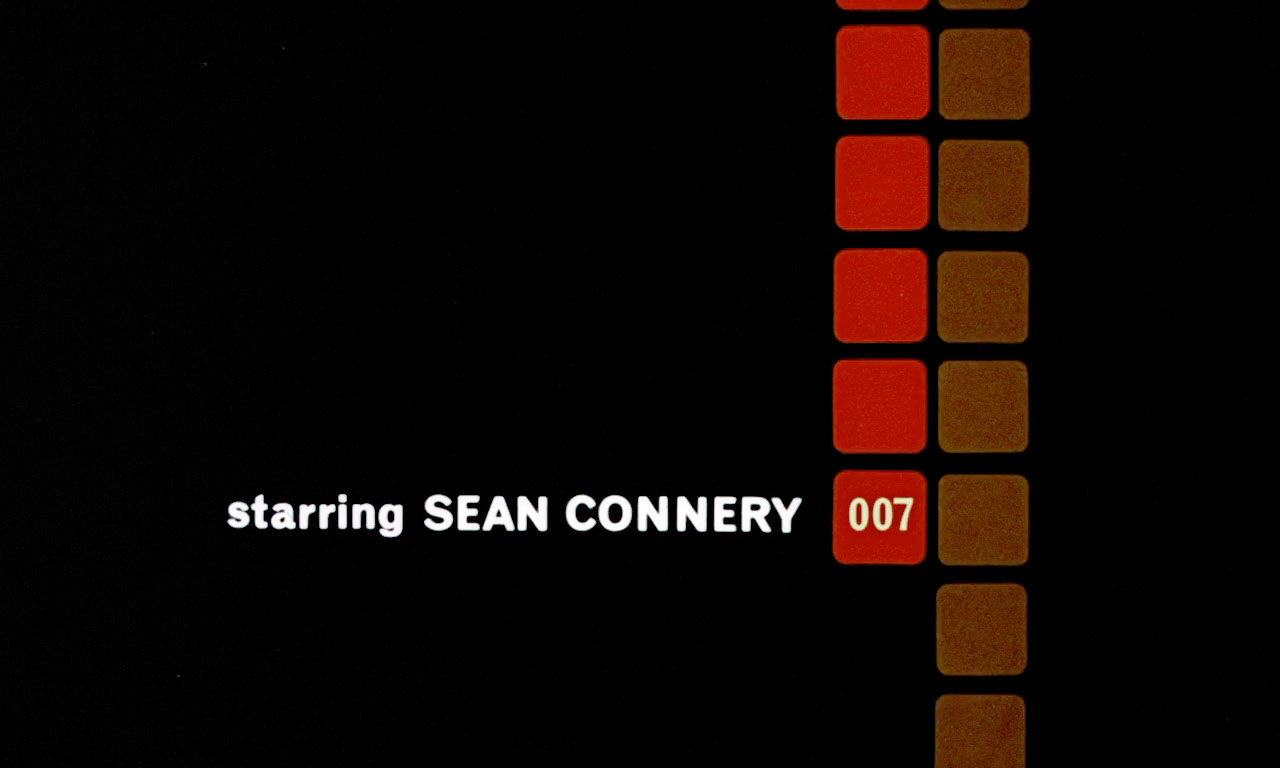
Кадр из заставки фильма

Первой кандидатурой на главную роль был Кэри Грант, однако продюсеры решили впоследствии, что один актёр должен сыграть главную роль в серии фильмов о Джеймсе Бонде. Следующей кандидатурой был Ричард Джонсон, выбранный режиссёром, но он отклонил это предложение, поскольку у него был контракт с MGM. Ещё одним кандидатом был Патрик Макгуэн, сыгравший роль Джона Дрейка в телесериале «Опасный человек», но отклонивший предложение исполнить роль Бонда. Среди просматриваемых кандидатур был и Дэвид Нивен, снимавшийся позже в пародии 1967 года «Казино, „Рояль“». Распространены слухи о том, что Флеминг предлагал кандидатуру Ричарда Тодда и отверг Роджера Мура как «слишком юного и слишком красивого», чей дебют пришёлся только в 1973 году на фильм «Живи и дай умереть». 4 октября 1962 года, за день до выхода на киноэкраны «Доктора Но» Роджер Мур появился на экране в телесериале «Святой» в роли Симона Темплара.
Окончательный выбор пал на Шона Коннери, сыгравшего в итоге в шести фильмах. Считается, что Коннери выиграл специальный конкурс, хотя на самом деле в нём победу одержал 28-летний Питер Энтони, в итоге признанный не подходящим для роли. Коннери пришёл на пробы в неряшливом виде, но благодаря актёрской игре и образу бесшабашного мачо сумел получить роль. Окончательно Брокколи и Зальцман согласились отдать роль Коннери, когда проследили за его манерой движения к его же автомобилю. Теренс Янг отправил Коннери к портному и парикмахеру, которые сумели привить Коннери высокий стиль и элитные вкусы, характерные для Бонда.

#### Другие актёры

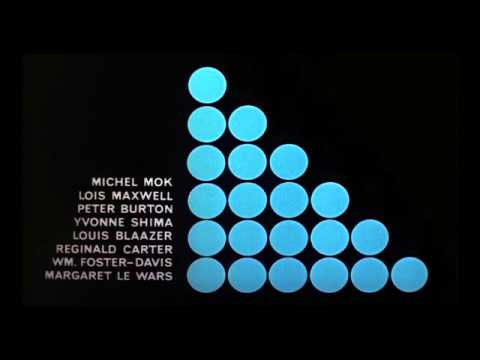
Кадр из заставки фильма

Роль первой девушки Бонда, Ханни Райдер, могла сыграть Джули Кристи, но продюсеры посчитали её недостаточно чувственной и страстной для такой роли. За две недели до съёмок в итоге роль Ханни Райдер получила Урсула Андресс, фотографию которой увидели продюсеры фильма (фото сделал муж Андресс, Джон Дерек). Для того, чтобы больше походить на местную жительницу, на тело Андресс специально был нанесён загар, а её переозвучила Никки ван дер Зюль, поскольку Андресс говорила с сильным акцентом. Роль Доктора Ноу должен был исполнить друг Флеминга Ноэл Кауард, но тот наотрез отказался. Флеминг предложил на роль своего двоюродного брата Кристофера Ли, но дебют Ли состоялся только в фильме «Человек с золотым пистолетом» (роль Франсиско Скараманги, антагониста), а продюсеры выбрали Джозефа Уайзмена на роль Доктора Ноу. Выбор Уайзмена на роль главного злодея был сделан благодаря роли Уайзмена в фильме «Детективная история» 1951 года; актёра специально загримировали, чтобы сделать его больше похожим на выходца из Китая. Первым исполнителем роли Феликса Лейтера стал Джек Лорд, причём в этом фильме впервые Бонд и Лейтер встретились, чего не было в романе. В последующих фильмах Лейтер встречался неоднократно, но Лорд требовал более высокий гонорар за своё участие, что стало причиной отказа от услуг Лорда в фильме «Голдфингер».
В фильме дебютировали также Бернард Ли в роль M, сыгравший эту роль в ещё 10 картинах, и Лоис Максвелл, сыгравшая роль Мисс Манипенни в 14 фильмах бондианы. Ли был выбран на роль, поскольку напоминал в некотором роде отца и наставника, а Максвелл была утверждена на роль Флемингом, который посчитал её наиболее похожей на книжную Мисс Манипенни. Изначально ей предлагали роль Сильвии Тренч, но Лоис посчитала, что играть роль Тренч и носить откровенное платье было бы слишком сексуальным для неё. Роль Тренч досталась актрисе Юнис Гэйсон, которая должна была играть роль Тренч как девушки Бонда на протяжении шести фильмов, но их работа ограничилась фильмами «Доктор Но» и «Из России с любовью». На роль её выбрал Теренс Янг, который был режиссёром фильма «Зарак» с участием Гэйсон и сказал, что Юнис всегда приносила ему удачу в его фильмах; также выбор попал по причине внешности Гэйсон. Роль Майора Бутройда, который позже превратился в Q в последующих фильмах, сыграл Питер Брётон, но со следующего фильма её исполнял Дезмонд ЛЛевелин.
Роль профессора Дента получил Энтони Доусон, который впервые встретился с Янгом, когда работал в Лондонском театре, а на момент начала съёмок был лётчиком сельскохозяйственной авиации на Ямайке. В дальнейшем Доусон сыграл роль Эрнста Ставро Блофельда, главы СПЕКТР, в фильмах «Из России с любовью» и «Шаровая молния», но его лицо не показывалось никогда, а дублировал его австриец Эрик Польманн. Роль мисс Таро досталась Зене Маршалл, которую привлекли забавные моменты сценария: Маршалл называла свою героиню «маленькой привлекательной сиреной и в то же время шпионкой, плохой женщиной». Янг попросил Зену сыграть не роль китаянки, а жительницы Центральной Атлантики, о которой мечтают мужчины и мечты которых неосуществимы. Роль Мисс Таро могла сыграть Маргерит Леуорс, Мисс Ямайка 1961 года и сотрудница аэропорта Кингстона, но она не захотела по сценарию «оборачиваться в полотенце, лежать в постели и целовать незнакомца» и сыграла вместо этого роль фотографа, нанятого Доктором Но.

### Съёмки

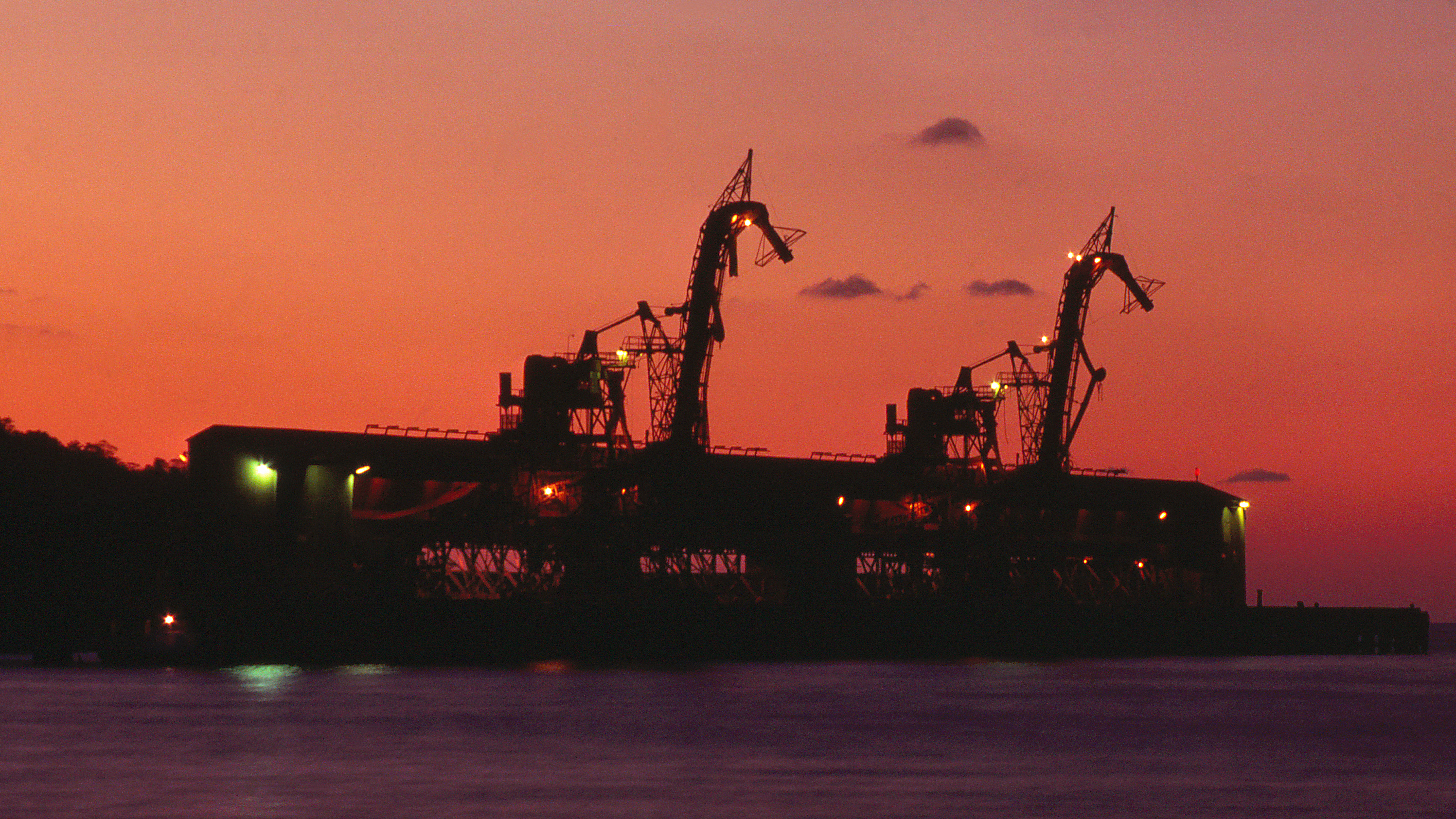
Оракабесса, Ямайка — место, где снимались сцены убежища Доктора Но

Сюжет фильма разворачивается в Лондоне, на Ямайке и на вымышленном острове Краб-Ки. 16 января 1962 года начались съёмки на Ямайке — общий вид Краб-Ки и Кингстона; художественный руководитель Сид Кейн тогда же создал эскизы «танка-дракона». Съёмки проходили недалеко от поместья Голденай, принадлежавшего Флемингу, а автор неоднократно посещал съёмочную площадку с друзьями. Большая часть съёмок фильма прошла в местечке Оракабесса, часть сцен также были сняты на Палисадос и в Порт-Ройале (округ Сент-Эндрю). В частности, на северо-западе Оракабессы на пляже снималась известная сцена выхода Урсулы Андресс из воды. 21 февраля съёмочная группа из-за ухудшения погодных условий покинула Ямайку и улетела в Великобританию, а через 5 дней съёмки продолжились в Бакингемшире на Pinewood Studios. Художником-декоратором выступил Кен Адам, который изобразил и базу доктора Но, и вентиляционную шахту, и помещения штаба Секретной разведывательной службы; в этой же студии снимались последующие фильмы о Бонде.
Бюджет Адама на съёмки составил 14 500 фунтов стерлингов (эквивалентно 300 тысячам фунтов стерлингов по состоянию на 2018 год), но ему выделили ещё 6 тысяч фунтов продюсеры из собственных средств. Впрочем, бюджет фильма в целом и без того был ограничен: машина суперагента, голубой Sunbeam Alpine 1961 года, была взята напрокат.
30 марта 1962 года съёмки завершились.
Изначально сцену, в которой по телу Бонда ползал тарантул, снимали, приколотив кровать к стене и разместив на кровати Коннери, а на него установив стекло, по которому бродил паук. Однако Янгу не понравились результаты, и Бонда в этой сцене сменил каскадёр и постановщик боёв в фильме Боб Симмонс (в титрах не указан), который говорил, что сцена с тарантулом стала самым захватывающим моментом в его кинокарьере. В фильме не была экранизирована сцена, в которой Ханни Райдер пытали крабами: поскольку с Карибских островов крабов отправляли в контейнерах с низкой температурой, сами крабы много не двигались, поэтому эту сцену заменили попыткой утопления Ханни. В связи со сценами насилия, а именно хладнокровным убийством профессора Дента, в Великобритании присвоили фильму рейтинг A по британской классификации (фильм рекомендуется для просмотра в сопровождении взрослых).
Перед ужином с доктором Но Бонд замечает картину Франсиско Гойи «Портрет герцога Уэллингтона», которую, как утверждается в фильме, и похитил доктор Но. По Картина была выбрана, поскольку незадолго до съёмок фильма она была украдена из Лондонской национальной галереи и на момент съемок не была найдена. Кен Адам связался с Лондонской национальной галерей и за выходные перед началом съёмок нарисовал точную копию картины.

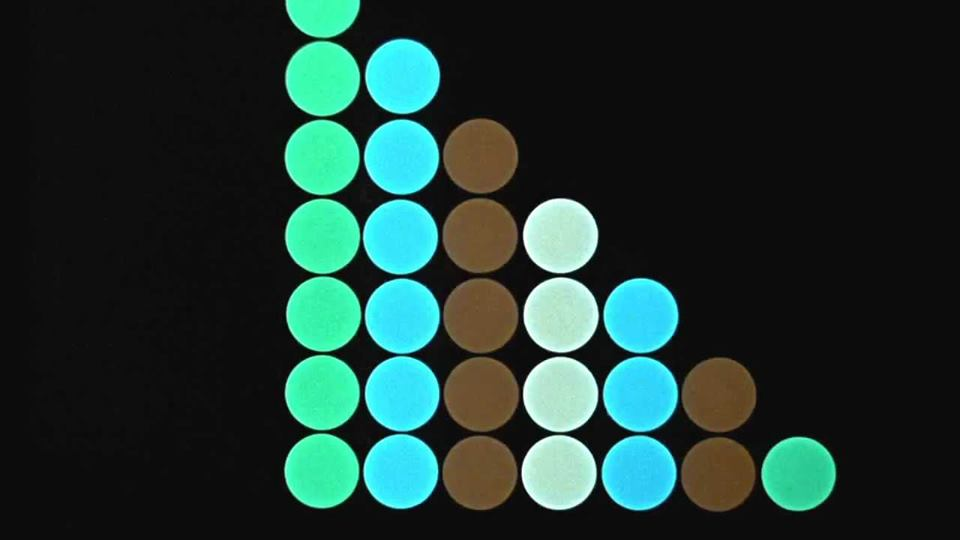
Кадр из заставки фильма

Редактор Питер Р. Хант использовал новые достижения техники при сведении фильмов, в том числе технику замедленной киносъёмки и усиленные звуковые эффекты в сценах драк и поединков, чтобы ускорять действие на протяжении всего фильма и придать определённый стиль, а также убедить зрителей, что никаких проблем при съёмках фильма не возникало. Художник Морис Биндер был автором вступительных кадров и сам же придумал типичную заставку каждого фильма о Джеймсе Бонде, получившую название как «gun barrel sequence»: она снималась в сепии, камера для съёмок находилась в стволе пистолета калибра .38, из которого было видно, как подходил Джеймс Бонд (роль исполнил тот же каскадёр Боб Симмонс) и стрелял в камеру. Биндер также участвовал в разработке титров с именами актёров и съёмочной группы в начале фильма, затратив на это около 2 тысяч фунтов стерлингов (около 41 тысячи современных фунтов стерлингов).

## Представление главного героя
Герой Джеймса Бонда появился не в первых кадрах фильма, но в начале истории, на встрече в ночном клубе с Сильвией Тренч. Манера представления Бонда в клубе Le Cercle at Les Ambassadeurs была заимствована из романа «Казино „Рояль“», что, по мнению Флеминга, должно было показать Бонда не только как опытного игрока в азартные игры, но и как джентльмена. После того, как Бонд обыгрывает Сильвию Тренч в баккара, она спросила его имя, после чего Бонд закурил сигарету и произнёс коронное: «Бонд. Джеймс Бонд». После этого в фильме звучит основная тема бондианы авторства Монти Нормана, которая создаёт связь между героем и композицией. Критики отмечали присутствие в сцене «обилия силы, действия, реакции и насилия, а также этого элегантного, слегка брутального игрока с презрительной усмешкой, который отвечает женщине, когда уже готов». Рэймонд Бенсон, который после смерти Флеминга продолжил писать романы, отмечал, что с затуханием музыки в этой сцене перед зрителями предстаёт фрагмент классического кино.
После выхода «Доктора Но» фраза «Бонд. Джеймс Бонд» стала крылатой фразой и вошла в западную поп-культуру: писатели Крк и Скивалли отмечают, что это представление Бонда стало самой любимой фразой не только бондианы, но и любой другой серии фильмов. В 2001 году британскими кинематографистами эту фразу признали самой лучшей в истории кинематографии однострочной фразой; в 2005 году Американский институт киноискусства поставил эту фразу на 22-е место в рейтинге 100 величайших киноцитат за последние 100 лет.

## Саундтрек
Для написания главной музыкальной темы были приглашены Монти Норман и Джон Барри. Самая известная композиция в фильме написана Монти в 1962 году и названа «Тема Джеймса Бонда». Джон переаранжировал произведение, которое использовалось на протяжении всей картины. Впоследствии соавторство оспаривалось долгим судебным делом.

## Награды
- 1964 год — Премия «Золотой глобус» наиболее многообещающей актрисе (многообещающий новичок) — Урсула Андресс. Разделила эту награду с Типпи Хедрен («Птицы»).
- 1964 год — награда «Golden Laurel» (Laurel Awards) 2-е место как лучший драматический, приключенческий фильм.
- 1964 год — награда «Golden Laurel» (Laurel Awards) 3-е место — Шон Коннери.